# Parti des régions
Le Parti des régions (en ukrainien Партія регіонів, Partia rehioniv ; en russe Партия регионов, Partia reguionov, abrégé en PR) est un parti politique ukrainien pro-russe et régionaliste, créé en octobre 1997. Initialement dénommé Parti du renouveau régional d'Ukraine, il devient en 2000 le Parti du renouveau régional « Solidarité du travail d'Ukraine », puis le Parti des régions l’année suivante.
Le 21 février 2023, le parti est interdit par la huitième cour d'appel administrative.

## Historique
Le Parti du renouveau régional d'Ukraine est fondé en 1997. Il est renommé en 2000 en « Parti du renouveau régional « Solidarité du travail d'Ukraine » », fusionnant à cette occasion avec plusieurs partis, dont le Parti solidarité d’Ukraine de Petro Porochenko. Petro Porochenko, Volodymyr Rybak, Mykola Azarov, Leonid Tchernovetsky (uk), Ioukhym Zviahilsky et Valentyn Landyk (uk) sont alors ses dirigeants. Petro Porochenko s’éloigne du parti en 2001, année qui voit le parti devenir le Parti des régions et le Parti solidarité d'Ukraine recréé sous le nom de Solidarité.
Il soutient le président Leonid Koutchma. Majoritaire dans l’est du pays, son électorat est fortement russophone.
Jusqu’en 2010, son chef est Viktor Ianoukovytch. Après l’élection de celui-ci à la présidence de l’Ukraine, le Premier ministre Mykola Azarov prend la tête du parti.
Dans le cadre de la crise ukrainienne, qui voit le départ (parfois sous la menace d'organisations d'extrême droite) d'une centaine de députés du parti à la Rada, le parti ne se présente pas lors des élections législatives de 2014, notamment parce que la guerre du Donbass empêche la tenue de celles-ci dans un de ses fiefs électoraux. Cependant, d'anciens membres du parti se présentent individuellement au sein du Bloc d'opposition, un mouvement anti-Euromaïdan.
Le 21 février 2023, le parti est interdit par la huitième cour d'appel administrative. Il est accusé de soutenir la Russie dans son invasion de l'Ukraine.

## Résultats aux élections législatives
| Année | Voix    | Mandats   | Rang | Gouvernement                                                             |
| ----- | ------- | --------- | ---- | ------------------------------------------------------------------------ |
| 1998  | 0,9 %   | 2 / 450   | 19e  | Opposition                                                               |
| 2002  | 11,79 % | 31 / 450  | 3e   | Ianoukovytch I (2002-2004), opposition (2005) et Iekhanourov (2005-2006) |
| 2006  | 32,14 % | 186 / 450 | 1er  | Ianoukovytch II                                                          |
| 2007  | 34,37 % | 175 / 450 | 1er  | Tymochenko II (2007-2010) et Azarov I (2010-2012)                        |
| 2012  | 30,00 % | 187 / 450 | 1er  | Azarov II (2012-2014) et opposition (2014)                               |

En 2002, membre de la coalition Pour l'Ukraine unie !

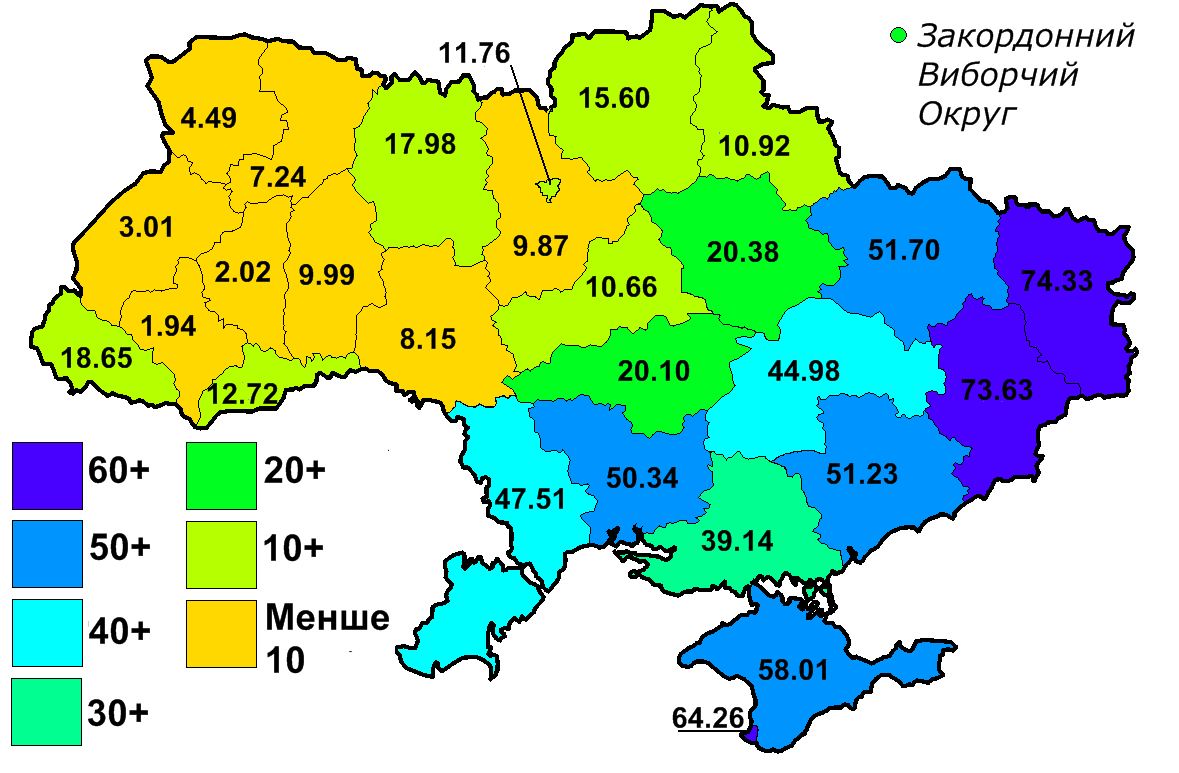
Élections de 2006, 32 % des voix au niveau national
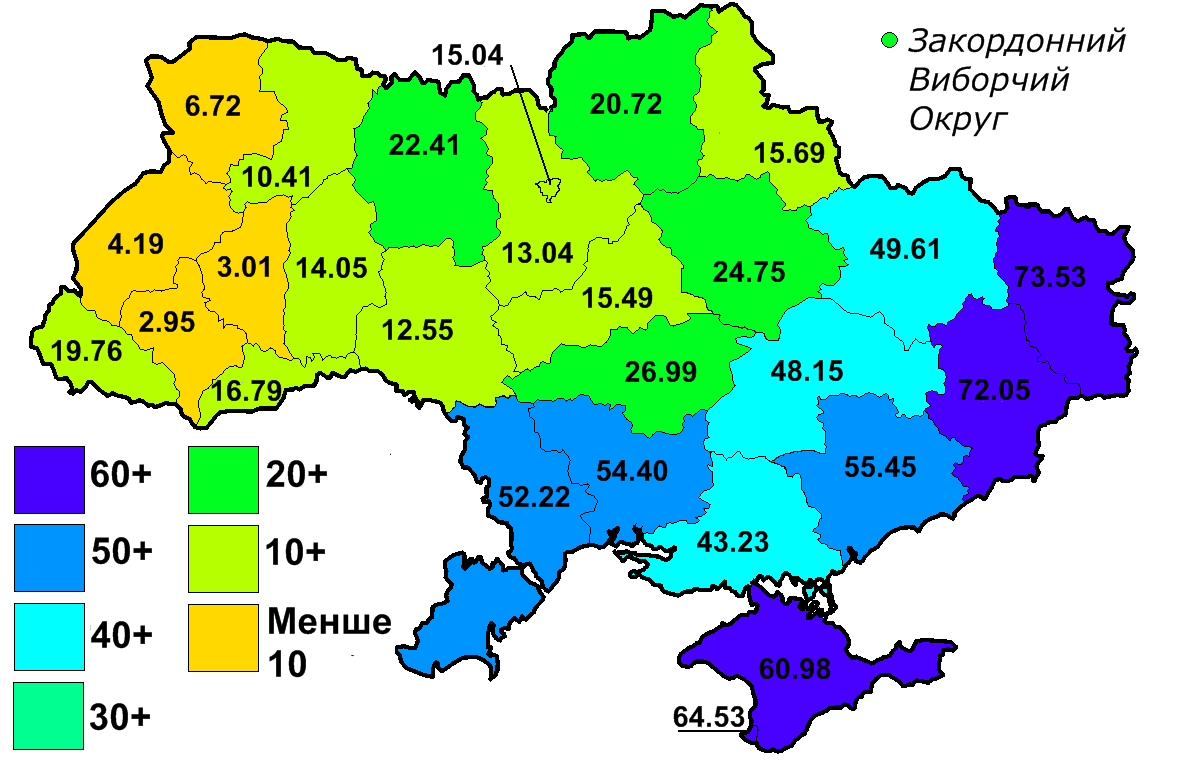
Élections de 2007, 34 % des voix au niveau national
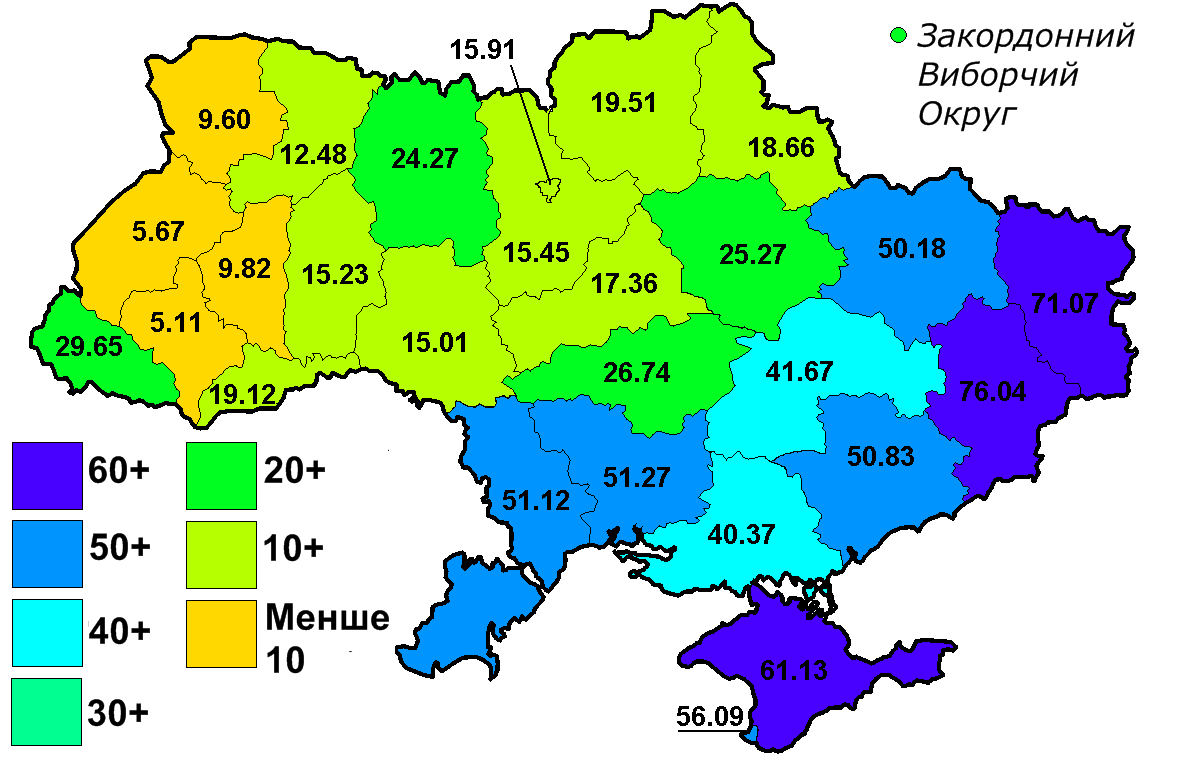
Élections de 2010 (Ianoukovytch), 35 % des voix au niveau national